# Rejsen til månen (film)
 For alternative betydninger, se Rejsen til månen (flertydig). (Se også artikler, som begynder med Rejsen til månen)
Rejsen til månen (originaltitel på fransk: Le Voyage dans la Lune) er en fransk science fiction-stumfilm fra 1902, skrevet, produceret og instrueret af Georges Méliès. Filmen var bl.a. inspireret af Jules Vernes bøger Rejsen til månen (eller Fra jorden til månen) og Rundt om månen.